# Madeleine Astor
Madeleine Talmage Force (Nova Iorque, 19 de junho de 1893 - Palm Beach, 27 de março de 1940) foi uma socialite norte-americana, e uma das sobrevivente do RMS Titanic. Ela também ficou conhecida por ser a viúva do bilionário John Jacob Astor IV.

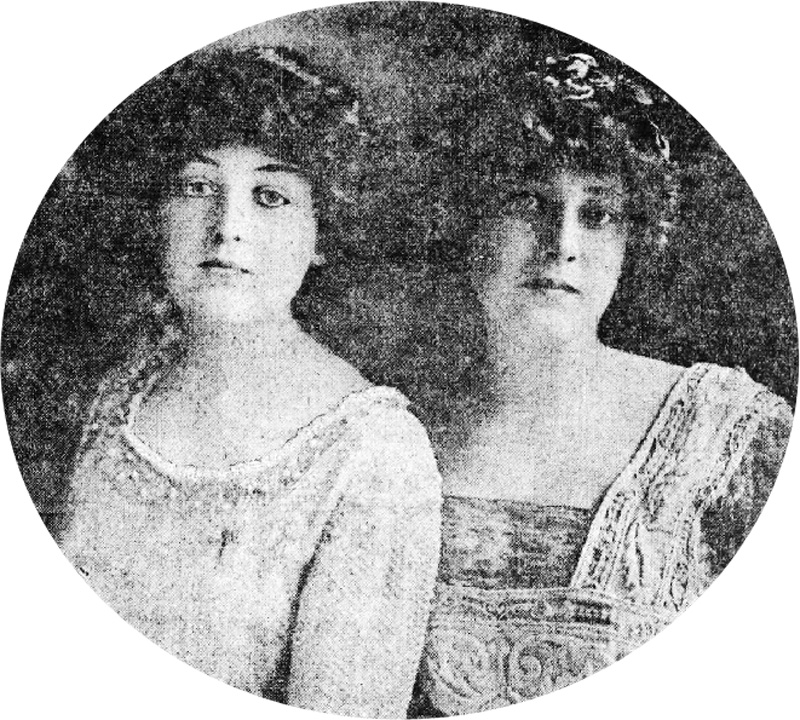
Katherine (esquerda) e Madeleine Force (direita).

## Início da vida
Madeleine Talmage Force nasceu em 19 de Junho de 1893, em Brooklyn, Nova Iorque. Ela era a filha mais nova de William Hurlbut Force (1852-1917) e Katherine Arvilla Talmage (1863-1930). Irmã mais velha de Katherine Emmons Force (1891-1956), uma mulher de negócios imobiliários e socialite.

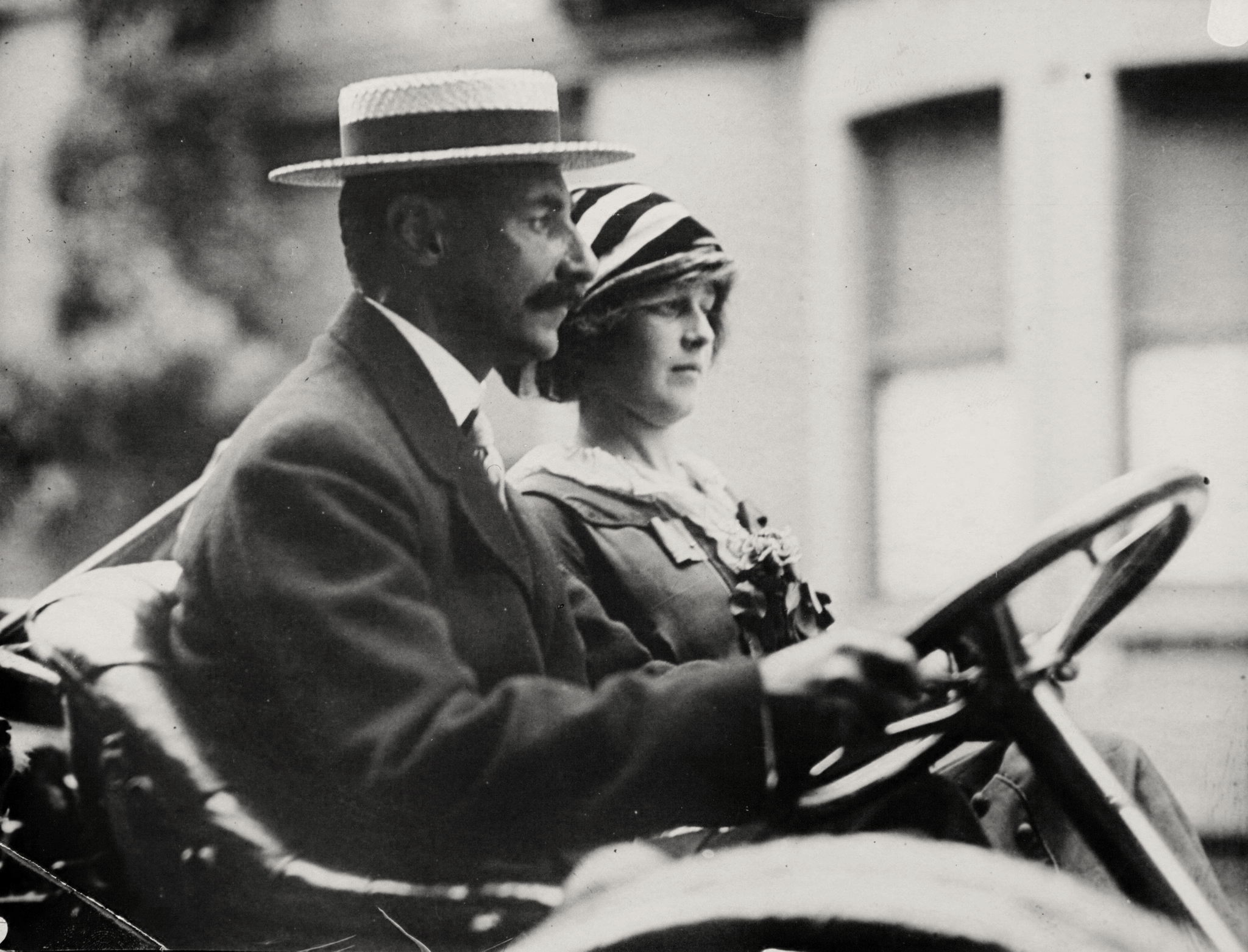
Madeleine com o coronel Astor.

## Namoro e casamento
Madeleine conheceu o coronel John Jacob "Jack" Astor IV, o único filho do empresário William Backhouse Astor, Jr. (1829-1892) e da socialite Caroline Webster "Lina" Schermerhorn (1830-1908). Durante o namoro, ele a levou em unidades de automóveis e passeios de iate e muitas vezes eles foram seguidos pela imprensa.
Madeleine e Jack estavam envolvidos em agosto de 1911 e se casaram em 9 de setembro de 1911. Houve uma quantidade considerável de oposição ao seu casamento não só devido à sua diferença de idade, mas também desde que ele tinha se divorciado de sua primeira esposa apenas dois anos antes em novembro de 1909. Alguns ministros episcopais se recusaram a realizar a cerimônia. O casal acabaram por casar em Beechwood que era sua mansão em Newport, por um ministro da Igreja Congregacional. Seu filho William Vincent Astor (1891-1959) serviu como pajem.
Depois que eles se casaram, Jack levou Madeleine em seu iate e antes de sair, ele disse: "Agora que estamos casados e felizes Eu não me importo o quão difícil divórcio e novo casamento leis são feitas. Eu simpatizo vivamente com as pessoas mais certinho em a maioria de suas idéias, mas eu acredito que o novo casamento deve ser possível uma vez, como o casamento é a condição mais feliz para o indivíduo e para a comunidade".

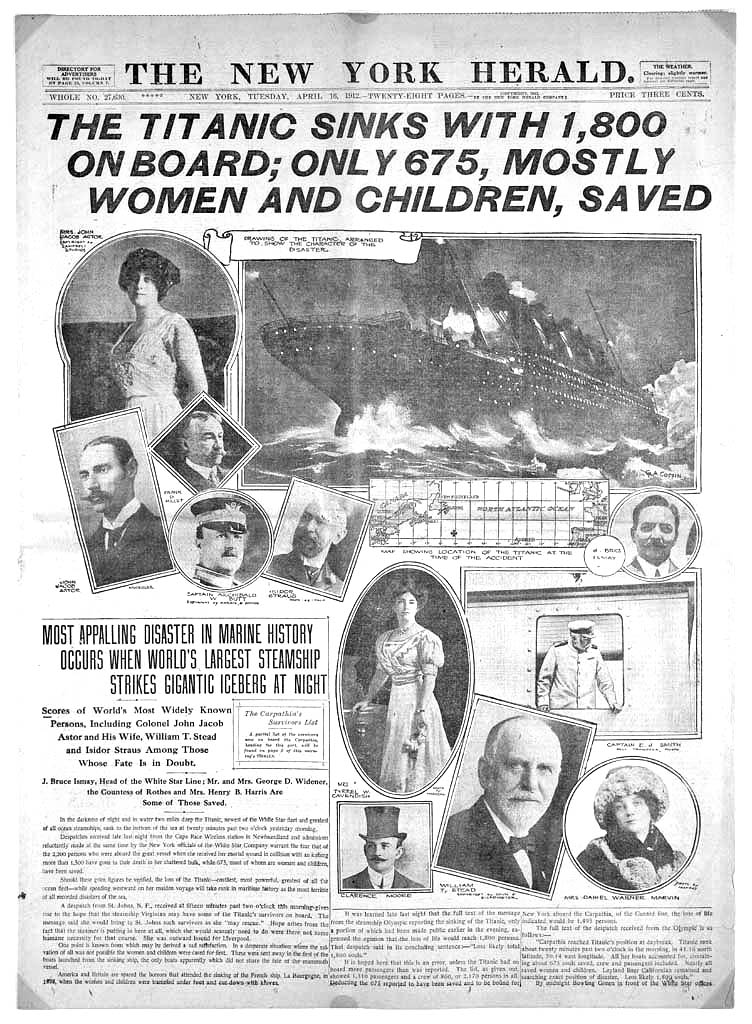
Reportagem de jornal do naufrágio do Titanic. A maioria dos relatos destaque os Astor nas manchetes.

## A bordo doTitanic
Madeleine Astor, então grávida de cinco meses, embarcou no Titanic como um passageiro de primeira classe em Cherbourg, na França, com o marido; valet do marido, Vitor Robbins; sua empregada, Rosalie Bidois; e sua enfermeira, Caroline Endres. 
Na noite de 14 de abril de 1912, o coronel Astor relatou a sua esposa que o navio tinha batido um iceberg. Ele assegurou-lhe que o dano não parecia grave, embora ele a ajudou a pulseira em seu cinto de salvação. Enquanto esperavam no barco-plataforma, Sra. Astor emprestou Leah Aks, um passageiro de terceira classe, o xale de pele para manter seu filho, Filly. Em um ponto, os Astor retirou-se para o ginásio e sentou-se sobre os cavalos mecânicos em seus lifebelts. Coronel Astor encontrou um outro cinto de salvação que ele teria cortado com uma faca caneta para mostrar Madeleine o que foi feito. Quando chegou a hora para embarcar em um bote salva-vidas, Madeleine Astor, sua serva e a enfermeira tiveram que rastejar através da janela passeio de primeira classe para a inclinação barco salva-vidas 4 (que tinha sido reduzido para baixo para um deck para assumir mais passageiros). O Sr. Astor tinha ajudado sua esposa a subir pela janela e perguntou se podia acompanhá-la enquanto ela estava "em estado delicado". O pedido foi negado pelo segundo oficial Charles Lightoller. Uma conta de embarque do barco salva-vidas de Madeleine foi dada por Archibald Gracie IV ao inquérito do Senado dos EUA Titanic. Gracie era um passageiro e recordou os eventos relacionados Madeleine nos seguintes termos.
"O único incidente de que me lembro em particular neste momento foi quando a Sra. Astor foi colocada no barco. Ela foi levantada pela janela, e seu marido a ajudou do outro lado, e quando ela entrou, o marido dela estava de um lado desta janela e eu estava do outro lado, na janela seguinte. Ouvi o Sr. Astor perguntar ao segundo oficial se ele não teria permissão para embarcar neste barco para proteger sua esposa. ele disse, 'não, senhor, nenhum homem pode entrar neste barco até que as senhoras se forem. 'Sr. Astor, em seguida, disse: 'Bem, me diga qual é o número deste barco para que eu possa encontrá-la depois, "ou palavras nesse sentido. A resposta veio:" Numero 4'".
A Sra. Astor, seu criado e os outros sobreviventes foram resgatados pela RMS Carpathia.

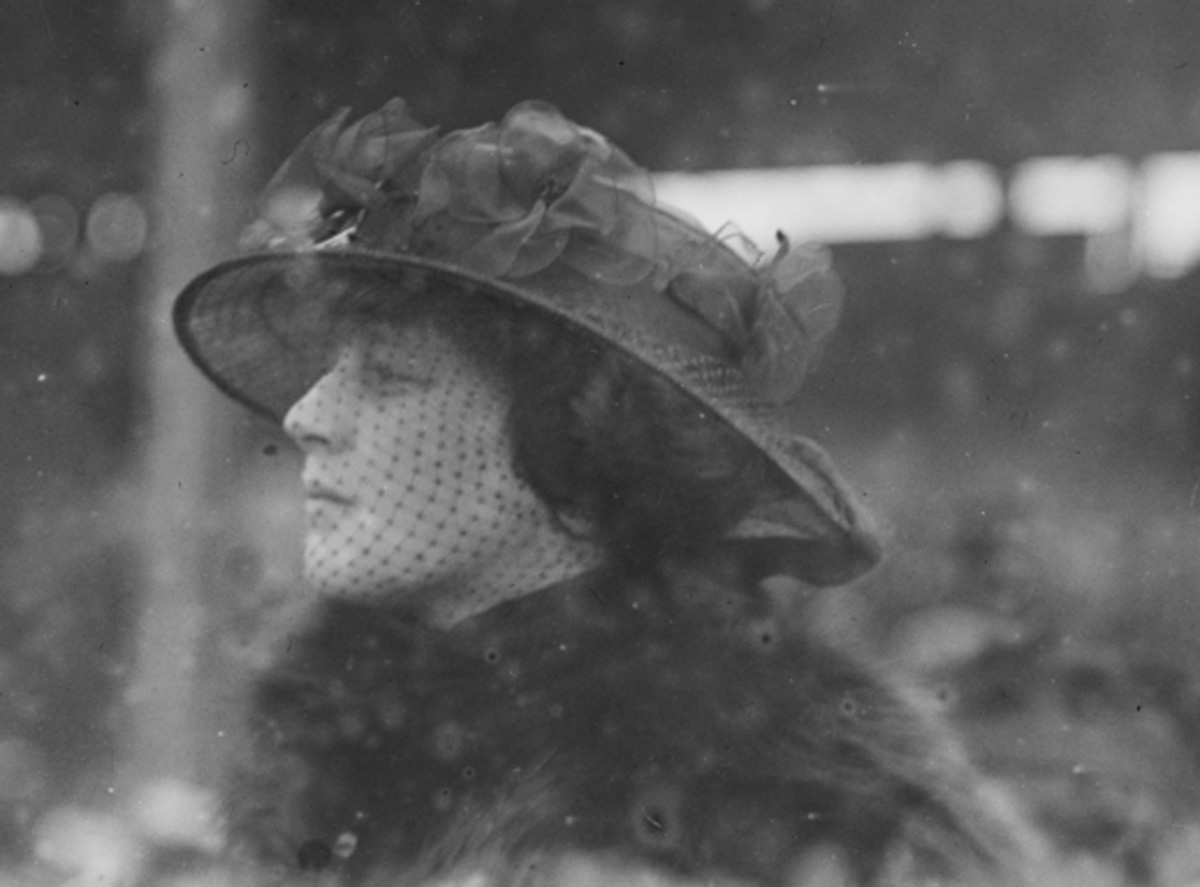
Madeleine Astor em 1915.

## Viuvez
Depois Madeleine voltou para casa de sua provação, ela foi mantida na reforma rigorosa. Sua primeira função social não foi até o final de maio, quando ela segurou um almoço em sua mansão na Quinta Avenida de Arthur Rostron, o capitão do Carpathia, e Dr. Frank McGee, cirurgião do navio. Ela realizou este evento com Marian Thayer, que também era um sobrevivente do Titanic. Ambas as mulheres quiseram agradecer esses homens para a sua assistência quando estavam a bordo do Carpathia.
Em 14 de agosto de 1912, Madeleine deu à luz Jakey em sua mansão da Quinta Avenida. Para os próximos quatro anos, ela criou como parte da família Astor. Ela não parecem aparecer muitas vezes na sociedade até o final de 1913, quando de acordo com a imprensa que eles foram capazes de publicar a sua primeira fotografia desde o Titanic desastre.
Depois disso, ela apareceu com mais frequência em público e suas atividades foram frequentemente relatados na imprensa. Em 1915, ela remodelada sua casa na Quinta Avenida e este foi um artigo no New York Sun. Havia também muitos artigos sobre seu filho mais velho.

## Casamentos
Quatro anos após a morte do coronel Astor, Madeleine se casou com seu amigo banqueiro infância William Karl Dick (28 de maio de 1888 - 05 de setembro de 1953) em 22 de Junho de 1916, em Bar Harbor, Maine. Ele era um vice-presidente da Fabricantes Trust Company de Nova York e um proprietário de parte e diretor do Brooklyn Temple. Como afirmado na vontade do coronel Astor, Madeleine perdeu sua bolsa de seu fundo fiduciário. Ela deu à luz Dick dois filhos:
- William Force Dick (11 de abril de 1917 - 4 de dezembro de 1961);
- John Henry Dick II (12 de Maio, 1919 - Setembro de 1995) um ornitólogo, fotógrafo, naturalista, conservacionista, autor, pintor e ilustrador de aves.[14]

Eles se divorciaram em 21 de Julho de 1933, em Reno, Nevada. Quatro meses depois, em 27 de novembro de 1933, Madeleine casou com o ator e boxeador italiano Enzo Fiermonte (1908-1993) em uma cerimônia civil em Nova Iorque, Nova Iorque. Eles não tiveram filhos juntos e se divorciaram em 11 de Junho de 1938, em West Palm Beach, Florida.

## Morte
Madeleine morreu de uma doença cardíaca em sua mansão em West Palm Beach, Flórida, em 27 de março de 1940 aos 46 anos de idade. Ela foi enterrada no Cemitério da Igreja da trindade, em Nova Iorque, em um mausoléu com a mãe.

## Retratos
- Charlotte Thiele (1943) (Titanic)
- Frances Bergen (1953) (Titanic)
- Beverly Ross (1979) (S.O.S. Titanic) (filme para TV)
- Janne Mortil (1996) (Titanic) (minissérie TV)
- Charlotte Chatton (1997) (Titanic)
- Piper Gunnarson (2003) (Fantasmas do Abismo) (Documentário)
- Angéla Eke (2012) (Titanic) (série de televisão)